# 인도유럽조어 음운론
인도유럽조어의 음운론은 여러 인도유럽어족 언어 사이의 공통점과 차이점을 바탕으로 비교 재구되었다. 인도유럽조어는 문자로 기록된 바가 없으므로 음운론 재구는 히타이트어, 산스크리트어, 고대 그리스어, 라틴어 등 이른 시기에 문증된 후손 언어에서 나온 근거에 의존해야 한다.
인도유럽조어 음운론을 구성하는 추상적 요소, 즉 음소의 재구는 일부 논란이 있기는 하지만 잘 확립되어 있다. 이러한 요소들이 실제 음성학적으로 어떻게 발음되었는지는 밝혀내기 힘들다. 모음, 이른바 후두음, 경구개음과 연구개음, 유성음과 유기음의 발음이 특히 그러하다.

## 음소 목록
전통적으로 인도유럽조어의 음소 목록은 다음과 같이 재구된다. 각 음소가 여러 후손 언어에 어떻게 반영되었는지에 대해서는 인도유럽어족 음운 변화 문서를 참고하라.

### 자음
|            |        | 순음 | 설정음 | 설배음 | 설배음 | 설배음 | 후두음        |
| 경구개음화 | 기본   | 순음 | 설정음 | 순음화 |        |        | 후두음        |
| ---------- | ------ | ---- | ------ | ------ | ------ | ------ | ------------- |
| 비음       | 비음   | *m   | *n     |        |        |        |               |
| 파열음     | 무성음 | *p   | *t     | *ḱ     | *k     | *kʷ    |               |
| 파열음     | 유성음 | (*b) | *d     | *ǵ     | *g     | *gʷ    |               |
| 파열음     | 유기음 | *bʰ  | *dʰ    | *ǵʰ    | *gʰ    | *gʷʰ   |               |
| 마찰음     | 마찰음 |      | *s     |        |        |        | *h₁, *h₂, *h₃ |
| 유음       | 유음   |      | *r, *l |        |        |        |               |
| 반모음     | 반모음 |      |        | *y     |        | *w     |               |

위 표에 쓰인 기호는 오늘날 가장 널리 사용되는 것들이다. 그 밖의 다양한 표기법은 아래에 설명하였다. 위첨자 ʰ는 기식을 나타내고 위첨자 ʷ는 순음화를 나타낸다. *y는 국제 음성 기호에서 [j]로 표시되는 경구개 접근음을 나타낸다. ([y]를 나타내는 것이 아니다.)

#### 파열음 계열
과거에는 무성 무기음과 유기음, 유성 무기음과 유기음 등 4개의 파열음 계열을 재구하였다. 그러나 오늘날에는 무성 유기음을 파열음과 후두음의 연쇄로 받아들이게 되었고 따라서 ‘무성음’, ‘유성음’, ‘유성 유기음’의 3개 계열만 재구하는 것이 표준이다. 그런데 이러한 체계는 어떤 후손 언어에서도 나타나지 않으며(산스크리트어에는 3개 계열이 모두 있지만 무성 유기음까지 모두 4개 계열이 있다), 세계의 모든 언어 중에서도 몹시 드물다. *b가 없거나 드문 것도(아래 참고) 특이하다. 또한 인도유럽조어 어근에는 무성음과 유성 유기음이 함께 나타나거나 유성음 두 개가 함께 나타나지 못한다는 제약이 있다. 이런 까닭에 어떤 학자들은 ‘유성음’이 실제로는 성문음화된 소리였고 ‘유성 유기음’은 보통의 유성음이었다고 주장한다.
성문음화가 있었다는 직접적인 증거는 별로 없지만 간접적인 증거는 조금 있다. 발트슬라브어파에서 드러난 빈터의 법칙이나, 게르만어파에서 무성음과 유성 유기음 계열이 모두 마찰음으로 변했지만 유성음은 파열음으로 남았던 점 등이 그렇다.

#### 순음과 설정음
인구조어 *p, *b, *bʰ를 통틀어 P라는 기호로 나타낸다. *b가 음소로 존재했는지는 논란의 대상이다. *b는 어두에 전혀 나타나지 않는 것으로 보이며(아래에 설명할 *bel- 등 몇몇 의심스러운 어근을 제외하면), 어중에 *b가 나타나는 어근들은 대체로 서쪽 어파들에만 나타나기 때문에 인구조어에 존재했는지 의심된다.
어떤 학자들은 *b를 포함한 어근을 후대의 음운 변화의 결과로 설명하려 시도했다. 이렇게 제안된 음운 변화의 예로는 다음과 같은 것이 있다.
- *ml- > *bl-: 의심스러운 어근 *bel- ‘힘’ (> 산스크리트어 bálam, 고대 그리스어 beltíōn)을 라틴어 melior의 mel-과 연결하고, *h₂ebl-/*h₂ebōl ‘사과’를 가상의 초기 형태 *h₂eml-과 연결시켜 설명한다. 후자는 ‘사과’를 뜻하는 또다른 인구조어 단어인 *méh₂lom (> 히타이트어 maḫla-, 라틴어 mālum, 고대 그리스어 mēlon)이 음위전환을 겪지 않은 형태이다.
- 인구조어 *ph₃에서 *p는 규칙적으로 *b로 변화한다. 예를 들어 *peh₃ ‘마시다’의 현재형 중첩 어간 > *pi-ph₃> 산스크리트어 píbati.

인구조어 *b가 음소였다 할지라도 그 지위는 매우 주변적이었을 것이다.
표준적인 재구에서는 3개의 설정 파열음 또는 치 파열음 *t, *d, *dʰ을 재구한다. 이를 통틀어 T라는 기호로 나타낸다.

#### 설배음
브루크만의 《인도게르만어족 비교문법학 개요》 등 한 세기도 더 지난 전통적인 재구에서, 인구조어에는 3개의 연구개음 계열이 있었다고 재구되었다.
- 경구개음화 연구개음 (또는 ‘경구개음’): *ḱ, *ǵ, *ǵʰ (*k', *g', *g'ʰ나 *k̑, *g̑, *g̑ʰ나 *k̂, *ĝ, *ĝʰ로도 표기함.)
- ‘기본 연구개음’ (또는 ‘단순 연구개음’): *k, *g, *gʰ.
- 순음화 연구개음: *kʷ, *gʷ, *gʷʰ (*ku̯, *gu̯, *gu̯h로도 표기함. 위첨자 ʷ 또는 u̯는 순음화(입술 둥글리기)를 나타냄.)

이 소리들이 실제로 어떻게 발음되었는지는 불확실하다. 최근의 관점 중 하나에 따르면 ‘경구개음화 연구개음’이 실제로는 단순 연구개음 *[k], *[ɡ], *[ɡʱ]였으며 ‘기본 연구개음’은 보다 뒤쪽에서 어쩌면 구개수음 *[q], *[ɢ], *[ɢʱ]으로 발음되었지도 모른다. ‘순음화 연구개음’이 그저 ‘기본 연구개음’이 순음화된 소리였다면 *[qʷ], *[ɢʷ], *[ɢʷʱ]로 발음되었겠지만, *[kʷ], *[ɡʷ], *[ɡʷʱ]로 발음되었다고 해도 무리는 없다.
또다른 이론에 따르면 인도유럽조어에는 기본 연구개음과 순음화 연구개음의 두 계열만 존재했으며, 경구개음화 연구개음 계열은 사템어에서 발생한 조건부 음운 변화의 결과로 생겨났다고 한다.
사템어에 속하는 언어들은 순음화 연구개음 *kʷ, *gʷ, *gʷʰ을 기본 연구개음 계열 *k, *g, *gʰ로 합류시켰고, 경구개음화 연구개음 *ḱ, *ǵ, *ǵʰ은 언어에 따라 다양한 치찰 마찰음 및 파찰음으로 바꾸었다. 어떤 음운론적 환경에서는 탈구개음화가 일어나 마치 사템어에 켄툼어 단어가 나타나는 듯한 결과를 낳았다. 예를 들어 발트슬라브어파와 알바니아어에서 경구개음화 연구개음이 공명음 앞에 오는 경우, 그 공명음 뒤에 전설모음이 오지 않으면 탈구개음화되어 기본 연구개음으로 바뀌었다. 사템어에서 순음화 연구개음은 일반적으로 기본 연구개음과 구분할 수 없게 되었지만, 몇몇 단어에서는 뒤따르는 모음에 순음화의 흔적이 남기도 했다.
반면 켄툼어에 속하는 언어들은 경구개음화 연구개음 *ḱ, *ǵ, *ǵʰ을 기본 연구개음 계열 *k, *g, *gʰ로 합류시켰고, 순음화 연구개음 계열 *kʷ, *gʷ, *gʷʰ은 별개로 남았다. 사템어에서 탈구개음화가 일어난 것과 비슷하게, 켄툼어에서 *w (또는 그 변이음 *u)와 이웃한 순음화 연구개음은 보콜로스 법칙에 따라 탈순음화했다.

#### 마찰음
인구조어에 존재했음이 확실한 마찰음 음소는 *s뿐이다. 이 소리는 음성적으로 [s]나 [ɕ] 또는 [ʃ]로 실현되었다. *nisdós ‘둥지’ 따위의 단어에서는 동화를 통해 유성 변이음 *z로 발음되었는데, 몇몇 후손 언어에서는 독립된 음소로 발전했다. 어떤 인구조어 어근은 어두에 *s가 붙은 변이형이 나타나는데, 이러한 *s를 s-mobile이라 한다.
‘후두음’은 마찰음이었을지도 모르지만 후두음의 음성적 실현에 관해선 합의된 바가 없다.

#### 후두음
‘후두음’음소 *h₁, *h₂, *h₃는 통틀어 H로 나타낸다(또는 *ə₁, *ə₂, *ə₃ 및 /ə/로도 표기). 발음을 나타내는 용어로서 ‘후두음’은 시대에 뒤떨어졌으며, 인도유럽어학 분야에만 표준으로 남아 있다.
후두음 음소의 실제 발음은 논란의 대상이다. *h₂가 구강 먼 뒤쪽에서 조음된 마찰음이며 *h₃이 순음화를 수반했다는 사실 외에 확실한 것은 아무것도 없다는 조심스러운 주장이 있는 반면, *h₁ = [h], *h₂ = [χ], *h₃ = [ɣ] 또는 [ɣʷ]였음이 “사실상 확실하다”는 미하엘 마이어브뤼거와 같은 입장도 있다. 후두음 *h₁ *h₂ *h₃이 [ʔ ʕ ʕʷ]였다는 주장도 즐겨 인용된다 (로버르트 베이커스 등). Simon (2013)은 루위어 신성문자 기호 *19가 /ʔa/를 나타내며 (/a/와 구분됨) *h₁의 반영이라고 주장했다. 발트슬라브어파 등 어떤 어파에서는 세 후두음 음소 모두가 성문 파열음으로 합류했을 가능성도 있다.
자음과 자음 사이 ‘성절음’ 위치에 있는 후두음은 ‘인도유럽어 슈와’(schwa indogermanicum) 기호 *ə로 표기하기도 한다.

#### 공명음
음운론적으로, 인도유럽조어의 공명음은 음절핵에도 나타날 수 있고 음절핵 밖에도 나타낼 수 있는 음소라고 정의할 수 있다. 인도유럽조어의 공명음은 유음·비음·활음 *r, *l, *m, *n, *y (혹은 *i̯), *w (혹은 *u̯)이 있었으며, 통틀어 기호 R로 표기한다.
모든 공명음 음소는 성절음 변이음이 있었는데, 일반적으로 이는 자음과 자음 사이, 어두에서 자음 앞에, 어말에서 자음 뒤에 나타났다. 이 변이음을 *r̥, *l̥,*m̥, *n̥, *i, *u로 나타낸다. *i와 *u는 음성학적으로 모음이었음이 분명하지만, 음운론적으로는 성절 자음으로 취급한다.

#### 후손 언어에의 반영
인도유럽조어의 자음은 다양한 변화를 거쳐 후손 언어들에 반영되었다. 몇 가지 예를 들면 다음과 같다.
- 켈트조어, 알바니아어, 발트슬라브조어, 이란조어는 유성유기음 계열 *bʰ, *dʰ, *ǵʰ, *gʰ, *gʷʰ을 유성음 계열 *b, *d, *ǵ, *g, *gʷ와 합쳤다. (발트슬라브조어의 경우 이 변화는 빈터의 법칙보다 이후에 일어났다. 켈트조어의 경우 *gʷʰ는 *gw로 반영하고 *gʷ는 *b로 반영하여 둘은 서로 다른 음소가 되었다.)
- 게르만조어는 그림의 법칙과 베르너의 법칙을 통해 무성 파열음 계열을 무성·유성 마찰음으로, 유성음 계열을 무성음으로, 유성유기음 계열을 마찰음으로 바꾸었다.
- 몇몇 후손 언어는 그라스만의 법칙(Tʰ-Tʰ > T-Tʰ, 예: dʰi-dʰeh₁- > di-dʰeh₁-)와 바르톨로메의 법칙(TʰT > TTʰ, 예: budʰ-to- > bud-dʰo-)에 따라 유기음의 분포를 바꾸었다.

인도유럽조어 자음을 재구하는 데 가장 중요한 언어는 산스크리트어, 그리스어, 게르만어이며 라틴어도 상당히 유용하다. 이 언어들은 무성·유성·유성유기음 계열을 별개로 유지하였기 때문이다. 게르만어파의 경우 베르너의 법칙과 순음화 연구개음 계열에 일어난 변화(특히 고트어 이외의 언어) 때문에 원래의 대립 중 일부를 알아볼 수 없게 되었지만, 한편으로는 그리스어와 산스크리트어에 영향을 미친 그라스만의 법칙의 영향을 받지 않았다는 장점이 있다. 라틴어도 세 파열음 계열을 별개로 유지하였지만 어두에서 유성유기음 사이의 대립이 대부분 사라졌고(*gʰ를 제외한 모두가 /f/로 변함) 어중에서도 많은 대립이 사라졌다. 그리스어는 순음화 연구개음을 재구하는 데 특별히 중요한데, 다른 언어에서는 여러 환경에서 순음성이 사라졌기 때문이다.
후두음을 재구하는 데 가장 중요한 언어들은 아나톨리아어파와 그리스어이다. 아나톨리아어파는 여러 연구개음을 그대로 보존하고 있고, 그리스어는 다른 언어에서 후두음이 사라져 버린 환경(어두 등)에 후두음의 흔적이 남아 있으며, 대부분의 환경에서 각각의 후두음을 다르게 반영한다(이른바 ‘삼중 반영’). 발트슬라브어파도 가끔 도움이 되는데, ‘양음(acute)’과 ‘곡절(circumflex)’ 모음의 대립에 후두음의 흔적이 남았기 때문이다. 고아베스타어는 후두음 어간 명사의 모음교체에서 나온 수많은 흔적(후두음성 모음충돌, 후두음성 기식, 후두음성 장음화 등)을 충실하게 보존하고 있지만 아베스타어 자료의 부족으로 인해 유용성이 떨어진다. 베다 산스크리트어는 같은 흔적을 보다 덜 충실하게 보존하고 있지만 자료의 양이 많아 가끔씩 유용하게 쓰인다.

### 모음
|          | 길이   | 전설 | 후설 |
| -------- | ------ | ---- | ---- |
| 중고모음 | 단모음 | *e   | *o   |
| 중고모음 | 장모음 | *eː  | *oː  |

인도유럽조어에 몇 개의 모음이 있었는지, 심지어 무엇이 모음이고 모음이 아닌지조차 논란의 여지가 있다. 최소한 *e, *o, *ē, ō 4개의 모음소가 있었다는 데는 대부분이 동의한다. 이들 모두는 어느 정도 형태론적 교체를 보였다. 두 장모음은 단모음보다 덜 흔하게 나타났으며 특정한 형태론적 환경에서 나타나는 경향이 강해, 보다 과거에는 길이 대립이 존재하지 않았을 가능성이 있다. 그렇다면 모음 두 개(또는 일부 학자의 주장에 따르면 한 개)로 이루어진 체계가 존재했을 수도 있다.
그에 더해 표면형에서 모음 *i, *u가 매우 흔했으며 성절 자음 *r̥, *l̥, *m̥, *n̥가 존재했다. 이들은 공명 자음 *y, *w, *r, *l, *m, *n이 성절음 위치에 올 때의 변이음이다. 예를 들어 *u가 포함된 인구조어 단어 *yugóm(‘멍에’)의 어근은 동사 *yewg-(‘멍에를 씌우다’)에도 나타난다. 이와 비슷하게 인구조어 *dóru(‘나무’)는 단수 속격형이 *dréws이고 복수 여격형이 *drúmos.였던 것으로 재구된다. Ringe (2006) 등 일부 저자는 성절음과 비성절음 간 교체를 보이는 *y 말고도 항상 성절음으로 나타나는 별개의 음소 *i를 재구할 상당한 증거가 있으며, 항상 성절음인 *u를 재구할 증거도 약하게나마 있다고 주장한다.
또한 모든 후손 언어에는 *a가 음소로 존재하며, 장모음이 있는 언어에는 대체로 /aː/, /iː/, /uː/가 존재한다. 20세기 중반까지 인구조어는 이들 모음을 모두 갖는 것으로 재구되어 왔다. 그러나 후두음 이론을 받아들인 현대의 재구들은 이 모음들이 인구조어에서 후두음 *h₁, *h₂, h₃로 재구되는 소리가 변화한 결과로 보는 경향이 있다. 예컨대 이전에 인구조어 *ā로 재구되었던 소리는 오늘날 *eh₂로 재구되고 *ī, *ū는 *iH *uH로 재구된다(*H는 임의의 후두음). 또 *a의 경우 다양한 기원이 있는데 그 중 하나는‘성절성’ [H̥](모음과 인접하지 않은 임의의 후두음)이며 또 하나는 *h₂e이다. 그러나 어떤 연구자들은 독립된 음소 *a를 반드시 재구해야 하며 이를 후두음으로 설명할 수 없다고 주장한다.
공명 자음은 복합적인 음절핵의 둘째 요소가 될 수 있다. *e, *o, *ē, *ō 중 임의의 모음 뒤에 와서 ‘이중모음’을 이룰 수 있는 것이다. (*ey, *oy, *ēy, *ōy, *ew, *ow, *em, *en 등등)
인구조어에서 모음은 어두에 올 수 없다는 데 대다수의 학자들이 동의한다. 과거 재구에서 모음으로 시작한다고 여겨진 단어들은 오늘날 후두음으로 시작한다고 재구되는 것이 일반적이다. 이 후두음들은 히타이트어를 제외한 후손 언어에서는 모두 사라졌다. (뒤따르는 모음에 영향을 남긴 경우는 있다.)

#### 장모음
특정한 형태론적 환경(인도유럽조어 모음교체의 결과 등)이나 음운론적 환경(공명음으로 끝나는 명사의 단수 주격형의 마지막 음절, 시그마 아오리스트형의 어근 음절 등; 세메레니의 법칙, 스탕의 법칙 참고)에서 모음 *e, *o는 그에 대응하는 장모음으로 장음화되었다. 단어의 기본형은 단모음만을 포함했으며 장모음 *ē, *ō를 포함하는 형태는 잘 확립된 형태음운론적 규칙의 결과로 형성되었다.
초기 인도유럽조어에서 모음의 장음화는 음운론적 조건에 따른 변화였을지도 모른다. 그러나 일반적으로 재구의 대상이 되는, 인도유럽조어가 사라지기 직전 시기에는 더 이상 모든 장모음의 존재를 음운 규칙으로 설명할 수 없게 되었다. 음운 규칙의 결과로 나타난 장모음이 유추의 과정을 거쳐, 음운 규칙이 적용되지 않는 형태로까지 번졌기 때문이다. *ph₂tḗr ‘아버지’에 나타나는 장음 *e는 인도유럽조어 내의 공시적 음운 규칙인 세메레니의 법칙의 결과로 나타난 것이지만, *pṓds ‘발’에 나타나는 장음 *o는 유추의 결과로 나타난 것이다.

#### /a/
인도유럽조어의 몇몇 형태론적으로 고립된 단어에 모음 *a가 존재했을 가능성도 있다. *dap- (‘희생’; 라틴어 daps, 고대 그리스어 dapánē, 고대 아일랜드어 dúas)이나, *laywos (‘왼쪽’; 라틴어 laevus, 고대 그리스어 laiós, 고대 교회 슬라브어 lěvъ) 등이 그 예이다. *a의 음소로서의 지위는 격렬한 논쟁의 대상이 되어 왔다. Beekes는 “따라서 인도유럽조어에 음소 *a가 존재했다는 근거는 없다”고 결론 내린다. 그의 제자 알렉산더 루보츠키도 같은 결론을 내린다.
히타이트어 자료의 발견과 후두음 이론의 발전을 통해, 이전 재구에 등장하는 거의 모든 *a, *ā의 사례를 각각 *h₂e, *eh₂로 대체할 수 있게 되었다. 여전히 일부 인도유럽어학자가 주장하는 바대로 인도유럽조어에 *a라는 음소가 존재했다는 의견에 대해서는 다음과 같은 반박을 제시할 수 있다. 모음 *a는 다른 모음들과 달리 모음교체에 참여하지 않고, 접미사와 굴절어미에 나타나지 않고, 매우 제한된 위치에만 나타나며(주로 어두 *k의 뒤인데, 특히 그 실제 발음이 구개수음 [q]이었을 경우 그에 동화된 결과일 수 있다), *a가 재구되는 단어들의 반영은 소수의 인도유럽어족 언어로 국한되는 경우가 많다. 예를 들어 *bʰardʰéh₂ ‘수염’은 서부와 북부 어파로 국한된다. 따라서 그 유래가 후기 인도유럽조어 방언의 특징이며 따라서 비교 재구에 적합하지 않다고 설명하거나, *a가 존재하는 다른 언어에서 차용한 결과라고 설명할 수 있다. 예를 들어 셈조어 *θawru > 인구조어*táwros (‘오록스’)와 같은 단어가 있다.
그러나 만프레트 마이어호퍼와 같은 학자들은 *a와 *ā가 *h₂와는 별개의 음소로 존재했다고 주장한다. 이 음소는 *albʰós (‘흰색’)이나 *átta (‘아버지’) 따위의 어근에 있었다고 하는데, 각각의 히타이트어 반영을 통해 후두음의 부재를 확인할 수 있다는 것이다. (각각 𒀠𒉺𒀸 al-pa-aš, ‘구름’, 𒀜𒋫𒀸 at-ta-aš, ‘아버지’)

#### 후손 언어에의 반영
고대 그리스어는 인구조어의 원래 모음 체계를 가장 충실하게 반영하고 있어, 어떤 음절에서든 모음의 변화가 별로 없다. 그러나 *s, *w, *y 등 몇몇 자음의 탈락 때문에 종종 보상적 장음화나 모음충돌로 인한 변화가 일어나 재구를 어렵게 만들기도 한다.
산스크리트어와 아베스타어는 *e, *a, *o를 단일한 모음 *a로 합쳤고, 장모음에서도 이에 대응하는 합류가 일어났다. 하지만 인구조어의 모음 길이 구분을 (특히 모음교체에서) 그리스어보다도 충실하게 반영하고 있으며, 그리스어와 같은 자음 탈락으로 인한 어려움도 없다. 또한 브루크만의 법칙을 통해 *o를 재구할 수 있는 경우가 많고, 선행 연구개음의 구개음화를 통해 *e를 재구할 수 있는 경우도 많다.
게르만어파는 장·단모음 *a와 *o를 합치고, 첫 음절을 제외한 환경에서 *e와 *i를 합쳤지만, 그럼에도 불구하고 (특히 고트어의 경우) 인구조어 모음을 재구하는 데 중요하다. 이와 비슷하게 발트슬라브어파도 단모음 *a와 *o를 합쳤고 그 중 슬라브어파는 장모음 *ā와 *ō를 합쳤다.
아나톨리아어파와 토하라어 자료는 보수적이기 때문에 중요성이 크지만 해석하기 어려운 경우가 많다. 특히 토하라어는 복잡하고 광범위한 모음 변화를 겪었다.
이탈리아어파와 켈트어파는 일방적인 모음 합류를 겪지 않았지만 광범위한 모음 변화를 겪어 (특히 켈트어파와 상고 라틴어의 극단적인 모음 약화) 유용성이 떨어진다. 알바니아어와 아르메니아어가 가장 유용성이 떨어지는데, 문증된 시기가 늦으며 다른 인도유럽 어파에서 많은 어휘를 차용했고 복잡하고 잘 이해되지 못한 모음 변화를 겪었기 때문이다.
발트슬라브조어는 게르만조어와 마찬가지로 *o > *a의 변화를 겪은 것을 제외하면 인구조어 단모음이 잘 보존되어 있다. 그러나 어떤 환경에서는 빈터의 법칙에 의해 *o와 *a의 구분이 장음화된 형태로 남았다고 주장된 바 있다. 그 이후에 초기 슬라브조어는 *ō와 *ā를 합쳤지만 발트어파는 둘의 구분을 유지했다. 또한 일부 발트슬라브어의 악센트 구분을 통해, 인구조어 이후 단계의 장모음이 인구조어에서도 장모음이었는지 아니면 후두음 앞의 보상적 장음화로 일어난 것인지 구별할 수 있다.

## 강세
인구조어는 자유 음정강세언어로서, 단어의 어떤 음절에든 강세가 올 수 있었고 굴절 패러다임 상에서 강세의 위치가 달라지기도 했다. 예컨대 동사의 단수형과 복수형 간에, 또는 명사의 주격·대격과 기타 격들 간에 강세의 위치가 다를 수 있었다. 강세의 위치는 모음교체, 특히 특히 일반급 모음(/e/과 /o/)와 영급 모음(모음의 탈락) 사이의 교체와 밀접한 연관이 있었다.
일반적으로 모음어간 명사·동사(어근과 어미 사이에 일반적으로 /e/나 /o/인 ‘어간모음’이 나타나는 단어들)은 강세의 위치가 고정되어 있었고, 단어에 따라 그 위치는 어근이나 어미가 될 수 있었다. 이 단어들은 패러다임 내에 모음교체도 일어나지 않았다. (그럼에도 불구하고 악센트와 모음교체는 여전히 연관이 있었다. 예를 들어 어근에 강세가 오는 모음어간 동사는 어근에 e급 모음교체가 있는 경향이 있었고, 어미에 강세가 오는 것들은 어근에 영급 모음교체가 있는 경향이 있었다.) 반면 무모음어간 명사·동사는 대체로 강세의 위치가 유동적이었다. 이러한 단어들은 어근에 완전급 모음과 강세가 오는 강형(strong form; 예컨대 동사의 능동태 단수형, 명사의 주격·대격형) 및 어근에 영급 모음이 오고 어미에 강세가 오는 약형(weak form; 예컨대 동사의 능동태 단수형 및 중간태, 명사의 사격) 사이의 교체를 보였다. 또 ‘나르텐 어간’(Narten stem)이라 불리는 또다른 명사·동사들은 이와 달리 장음급 모음과 완전급 모음 사이의 교체를 보였고 강세는 대체로 어근에 고정되어 있었다. 이 밖에도 여러 유형이 존재한다.
인구조어의 강세가 가장 잘 보존된 언어는 베다 산스크리트어와 (명사의 경우) 고대 그리스어이다. 또한 일부 발트슬라브어파 언어(라트비아어, 리투아니아어, 세르보크로아트어 등)의 악센트 패턴에도 어느 정도 반영되었다. 또 게르만어파의 베르너의 법칙에 끼친 영향 등 등 몇몇 인도유럽어족 언어에도 간접적으로 흔적을 남겼다. 하지만 이탈리아어파나 켈트어파 등에는 아무런 흔적도 남기지 않았다. 현대 그리스어와 발트슬라브어 및 (어느 정도는) 아이슬란드어를 제외한 현대 인도유럽어에는 인구조어 강세의 흔적이 거의 남아 있지 않다.

## 음운 규칙
인구조어에 대해 여러 음운 규칙들이 재구될 수 있다. 다만 그 중 일부는 "엄밀한 의미의 인구조어"에서 유효한 것인지 논란이 있으며 일부 하위 분파에서 나중에 일어난 혁신이라는 주장이 제기된다. 다음은 음운 규칙의 예시이다.

### 세메레니의 법칙
세메레니의 법칙(Szemerényi's law)은 공명음과 모음이 선행할 때 어말의 s나 h₂가 삭제되고 보상적 장음화를 유발(-VRs, -VRh₂ > VːR)한다는 법칙이다. 다음은 한 예시이다.
- *ph₂tér-s '아버지' > *ph₂tḗr > 고대 그리스어 patḗr, 산스크리트어 pitā́.

이 규칙은 후기 인구조어에서는 더 이상 생산적이지 않게 되었고, 유추를 통해 복원된 예가 많다. 예를 들어 -men-의 중성 명사 소유격 단수는 -mḗn 대신 -mén-s로 재구된다. (이 단어는 공명음으로 끝나는 명사의 주격 단수 및 중성 집합명사의 주격-대격에 대하여 문법화된 것이다.) 다른 자음으로 끝나는 일부 명사도 유추에 의하여 주격 단수형에서 장모음을 획득하기도 했으나 어말 -s가 있는 경우 이는 유지했다. (예: *pṓd-s, *dyḗw-s)

### 스탕의 법칙
스탕의 법칙(Stang's law)는 세메레니의 법칙과 비슷하게 마지막 자음 연쇄에 영향을 미치지만, 그 결과는 마지막 자음이 아닌 마지막에서 2번째의 자음을 삭제한다. 구체적으로 w가 모음과 어말의 m 사이에 나올 때 삭제되며 이 역시 보상적 장음화를 수반한다. (Vwm > *Vːm)
- *dyéw-m '하늘' (대격 단수) > *dyḗm > 산스크리트어 dyā́m, 라틴어 diem.
- *gʷow-m '가축' (대격 단수) > *gʷṓm > 산스크리트어 gā́m.

일부 언어학자들은 어말 m 앞에서 h₂를 삭제하는 규칙(*Vh₂m > *Vːm)을 추가한다.

## 음성학
인도유럽조어의 어근의 음절 구조는 (C)CVC(C)였다. 여기서 C는 자음, V는 모음이나 성절 자음이다. *s-나 후두음(H)이 초성 자음 앞에 올 수 있다. VC-로 보이는 어근은 사실 HVC-이고 CV-로 보이는 어근은 사실 CVH-(예: *steh₂"서다")였다고 생각된다. 그러나 일부의 경우(특히 초성 *h₁-의 경우) VC- 어근 앞에 후두음이 있었다는 것은 증명되지 않는다. 인도유럽조어는 어근 음절의 시작 부분에 *r-가 단독으로 나올 수 없었을 가능성이 높다 (발현이 보이는 것은 *Hr-이다). 후두음으로 끝나는 어근은 간혹 이음절 어근(disyllabic roots)이라고 불리는데, 이는 이후의 자손 언어들에서 이음절의 어근으로 파생하였기 때문이다.(예: *ḱerh₂- "섞다" > 그리스어 kera) 그러나 인도유럽조어 자체에서는 어근이 항상 단음절이었다. 어근은 일반적으로 음향 계층(sonority hierarchy)을 따랐으며, 이에 따라 예컨대 *ḱret-은 어근이 될 수 있었지만 *ḱetr-는 불가능했다. 어근에 나타나는 자음에 대한 제한도 있었다. 한 어근은 2개 이상의 유성 자음을 가질 수 없었고(예: *gerd-는 불가능), 무성 자음과 유기 자음을 함께 가질 수도 없었다(예: *gʰet-는 불가능). 단 어근이 *s-로 시작하는 경우는 예외였다(예: *steygʰ- "나아가다, 오르다").

## 아블라우트
인도유럽어 연구에서 아블라우트(ablaut)는 인도유럽조어의 모음교체(apophony; 관련 단어들의 모음 변이형이나 같은 단어의 다른 어형변화) 체계를 말한다. 이는 대개 단어의 굴절 어미에 버금가게 수많은 형태론적 과정에서 사용되었으며, 오늘날 인도유럽계 언어들에서 나타나는 모음교체의 가장 주요한 기원이다.
인도유럽조어의 모음에는 5개의 다른 "단계"(grade) 내지 형태가 있었는데, 아마 다음과 같은 것이었다.
| Zero | Short | Long |
| ---- | ----- | ---- |
| ∅    | e     | ē    |
| ∅    | o     | ō    |

음절에 단순한 *e가 있으면 이를 e단(e-grade, full-grade)이라 하고, *ē가 있으면 장e단(lengthened e-grade)이라 한다. 마찬가지로 음절에 *o가 있으면 o단(o-grade), *ō가 있으면 장o단(lengthened o-grade)이라 한다. 음절에 전혀 모음이 없으면 "영(0)단"(zero-grade, ∅-grade)이라 한다. 모음 *u와 *i는 이런 식으로 교체되지 않으므로 "비-아블라우트"(non-ablauting) 모음으로 불리며 간혹 아예 형태론상 모음이 아닌 것으로 간주되기도 한다.
단일 어근에서 아블라우트 5단계의 고전적인 예시는 밀접하게 관련된 두 그리스어 단어의 격변화에서 찾을 수 있다. 다음 표에서 양음부호(´)는 음절에 나타나는 단어 강세, 장음부호(¯)는 장모음, 볼드체는 서로 다른 모음 단계를 나타낸다.
| 아블라우트 단계 | 인구조어 (재구형) | 그리스어   | 그리스어 (전사) | 번역                               |
| --------------- | ----------------- | ---------- | --------------- | ---------------------------------- |
| e단             | *ph2-tér-m̥        | πα-τέρ-α   | pa-tér-a        | "아버지를" (명사, 대격)            |
| 장e단           | *ph2-tḗr          | πα-τήρ     | pa-tḗr          | "아버지가" (명사, 주격)            |
| 영단            | *ph2-tr-és        | πα-τρ-ός   | pa-tr-ós        | "아버지의" (명사, 주격)            |
| o단             | *n̥-péh2-tor-m̥     | ἀ-πά-τορ-α | a-pá-tor-a      | "아버지 없는 (~를)" (형용사, 대격) |
| 장o단           | *n̥-péh2-tōr       | ἀ-πά-τωρ   | a-pá-tōr        | "아버지 없는 (~가)" (형용사, 주격) |

흔하지 않게 깔끔한 이 예시에서 다음 사실을 알 수 있다.
- 단어의 강세가 뒤의 음절로 옮겨갈 때 영단으로 전환된다.
- 단어의 강세가 앞의 음절로 옮겨갈 때 o단으로 전환된다.
- 음절이 공명음 앞에서 어말 위치에 있을 때 모음이 장음화된다.

다만 대부분의 재구와 마찬가지로 이 예시의 세부사항에 대해서는 학자들의 의견이 엇갈린다.
이 체계를 생각하는 한가지 방법은 원래 인구조어에 모음이 오직 짧은 e 하나만 존재하였고, 시간이 지나 음성적 환경에 따라 이것이 변화하기 시작하면서 인구조어가 더 복잡한 음운 체계를 발전시키기 시작했다고 가정하는 것이다. 따라서, 원래의 e단이 특정 음성적 환경에서 o단으로의 변화나 영단으로의 소실을 겪은 것이라고 종종 추측되어 왔다.
그러나 이것은 확실하지 않다. 아블라우트를 제어하는 음성적 조건은 완전히 특정된 바가 없으며 어쩌면 단어 강세가 전혀 핵심적인 요소가 아니었을 수도 있다. 위의 규칙에 대한 반례도 많은데, *deywós와 그 주격 복수형 *deywóes는 각각 강세 전과 후에서 e단 형태를 보이며 *wĺ̥kʷos는 강세가 붙은 영단 형태이다.

## 참고 문헌
- Beekes, Robert S. P. (1995). 《Comparative Indo-European Linguistics: An Introduction》. Amsterdam: John Benjamins. ISBN 1-55619-504-4.
- Brugmann, Karl (1897). 《Vergleichende Laut-, Stammbildungs- und Flexionslehre der indogermanischen Sprachen》 1 2판. Strasburg: Trübner.
- Kapović, Mate (2008). 《Uvod u indoeuropsku lingvistiku》 (크로아티아어). Zagreb: Matica hrvatska. ISBN 978-953-150-847-6.
- Matasović, Ranko (2008). 《Poredbenopovijesna gramatika hrvatskoga jezika》 (크로아티아어). Zagreb: Matica hrvatska. ISBN 978-953-150-840-7.
- Matasović, Ranko (1997년 5월 2일). “The Syllabic Structure of Proto-Indo-European - In memory of Jochem Schindler” (PDF). 《Suvremena lingvistika》. 43-44 No.1-2: 169–184.
- Meier-Brügger, Michael; Matthias Fritz; Manfred Mayrhofer (2003). 《Indo-European Linguistics》. Translation by Charles Gertmenian. Berlin; New York: Walter de Gruyter. ISBN 3-11-017433-2.
- Don Ringe (2009년 2월 20일). “Don Ringe ties up some loose ends” (PDF). 《Language Log》. 2010년 9월 6일에 확인함.
- Vennemann, Theo (1989). 〈Phonological and morphological consequences of the "glottalic theory"〉.   Vennemann, Theo. 《The new sound of Indo-European: essays in phonological reconstruction》. Trends in Linguistics, Studies and Monographs 41. Berlin: Mouton de Gruyter. 107–115쪽.